# Йонсен, Деннис
Деннис Тёрсет Йонсен (норв. Dennis Tørset Johnsen; род. 17 февраля 1998, Шиен) — норвежский футболист, вингер итальянского клуба «Кремонезе».

## Клубная карьера
Йонсен — воспитанник клубов «Тиллер», «Русенборг» и нидерландского «Херенвена». Летом 2017 года Деннис перешёл в амстердамский «Аякс». Сумма трансфера составила 2 млн. евро. Для получения игровой практики Йонсен начал выступать за дублирующую команду. 18 августа в матче против «Камбюра» он дебютировал в Эрстедивизи. 26 ноября в поединке против «Роды» Деннис дебютировал за основной состав в Эредивизи.
В начале 2019 года Йонсен был отдан в аренду в «Херенвен». 2 февраля в матче против «Витесса» он дебютировал за команду. Летом того же года на правах аренды присоединился к ПЕК Зволле.
25 августа 2020 года перешёл в итальянский клуб «Венеция».

## Личная жизнь
Отец Денниса — Тор Гуннар Йонсен также являлся профессиональным футболистом. Младший брат Микаэль Йонсен — профессиональный футболист.

## Статистика

### Выступления за клубы
| Клуб             | Сезон            | Лига | Лига | Кубок | Кубок | Прочие | Прочие | Итого | Итого |
| Клуб             | Сезон            | Игры | Голы | Игры  | Голы  | Игры   | Голы   | Игры  | Голы  |
| ---------------- | ---------------- | ---- | ---- | ----- | ----- | ------ | ------ | ----- | ----- |
| Аякс             | 2017/18          | 2    | 0    | 2     | 0     | —      | —      | 4     | 0     |
| Аякс             | 2018/19          | 1    | 0    | 0     | 0     | —      | —      | 1     | 0     |
| Аякс             | Итого            | 3    | 0    | 2     | 0     | —      | —      | 5     | 0     |
| → Йонг Аякс      | 2017/18          | 27   | 7    | —     | —     | —      | —      | 27    | 7     |
| → Йонг Аякс      | 2018/19          | 14   | 2    | —     | —     | —      | —      | 14    | 2     |
| → Йонг Аякс      | Итого            | 41   | 9    | —     | —     | —      | —      | 41    | 9     |
| → Херенвен       | 2018/19          | 13   | 0    | 0     | 0     | —      | —      | 13    | 0     |
| → Херенвен       | Итого            | 13   | 0    | 0     | 0     | —      | —      | 13    | 0     |
| → ПЕК Зволле     | 2019/20          | 23   | 1    | 2     | 1     | —      | —      | 25    | 2     |
| → ПЕК Зволле     | Итого            | 23   | 1    | 2     | 1     | —      | —      | 25    | 2     |
| Венеция          | 2020/21          | 32   | 3    | 2     | 3     | 5      | 1      | 39    | 7     |
| Венеция          | 2021/22          | 27   | 1    | 3     | 0     | —      | —      | 30    | 1     |
| Венеция          | 2022/23          | 33   | 3    | 0     | 0     | 1      | 0      | 34    | 3     |
| Венеция          | 2023/24          | 21   | 3    | 1     | 0     | —      | —      | 22    | 3     |
| Венеция          | Итого            | 113  | 10   | 6     | 3     | 6      | 1      | 125   | 14    |
| Кремонезе        | 2023/24          | 13   | 2    | 0     | 0     | —      | —      | 13    | 2     |
| Кремонезе        | 2024/25          | 31   | 6    | 2     | 0     | 4      | 2      | 37    | 8     |
| Кремонезе        | Итого            | 44   | 8    | 2     | 0     | 4      | 2      | 50    | 10    |
| Всего за карьеру | Всего за карьеру | 237  | 28   | 12    | 4     | 10     | 3      | 259   | 35    |

### Матчи Йонсена за сборную Норвегии
| Матчи Йонсена за сборную Норвегии | Матчи Йонсена за сборную Норвегии | Матчи Йонсена за сборную Норвегии | Матчи Йонсена за сборную Норвегии | Матчи Йонсена за сборную Норвегии | Матчи Йонсена за сборную Норвегии |
| --------------------------------- | --------------------------------- | --------------------------------- | --------------------------------- | --------------------------------- | --------------------------------- |
| №                                 | Дата                              | Соперник                          | Счёт                              | Голы Йонсена                      | Соревнование                      |
| 1                                 | 11 октября 2021                   | Черногория                        | 2:0                               | —                                 | Чемпионат мира 2022 (отбор)       |

Итого: 1 матч / 0 голов; 1 победа, 0 ничьих, 0 поражений.